# القبن (مذيخرة)

تعديل مصدري - تعديل

القبن هي إحدى قرى عزلة بني مليك بمديرية مذيخرة التابعة لمحافظة إب، بلغ تعداد سكانها 95 نسمة حسب تعداد اليمن لعام 2004.